# Evropský pohár v ledolezení
Evropský pohár v ledolezení (anglicky UIAA Ice Climbing European Cup) je série závodů v ledolezení, které vyhlašuje a organizuje Mezinárodní horolezecká federace (UIAA). Lezci soutěží v obtížnost (obdobně jako u sportovního lezení), v roce 2018 se závodilo také v lezení na rychlost. Počet závodů se každoročně liší podle dispozic pořadatelských zemí. V Česku zastřešuje (letní i zimní) soutěžní lezení Český horolezecký svaz. Podle podmínek se leze zpravidla na umělé konstrukci zaledované, dřevěné (s umělými či kamennými chyty) nebo z kombinovaných profilů. Jde o ledolezení, drytooling či kombinaci obou stylů lezení se specializovanými cepíny v rukou a mačkami na nohou.
Závody jsou pořádané v zimním období (listopad-březen). Součástí několikadenního ledolezeckého festivalu může být mimo závod evropského poháru a doprovodné akce také závod evropského nebo místního šampionátu, nebo juniorské MS.
Bodování je obdobné jako u světového poháru, v případě většího počtu závodů je předem oznámeno, kolik nejhorších výsledků (1-2) se škrtá.
Ročníku 2022/2023 se neúčastnili ruští závodníci.

## Výsledky

### Muži obtížnost
| Rok          | Vítěz                 | 2. místo                   | 3. místo                   | Další pořadí        | Závodníků |
| ------------ | --------------------- | -------------------------- | -------------------------- | ------------------- | --------- |
| EP 2018      | Louna Ladevant        | Jaka Hrast Dennis van Hoek | Jaka Hrast Dennis van Hoek | Česko               |           |
| EP 2018/2019 | Louna Ladevant        | Nikolay Primerov           | Jaka Hrast                 | 60. Ondřej Straka   | 73        |
| EP 2019/2020 | Jonathan Arthur Brown | Dennis van Hoek            | Jan Mondzelewski           | 59. Jan Lidmila     | 75+       |
| EP 2020/2021 | Juraj Švingál         | Marek Černý                | Pauli Salminen             | 11.–12. Pavel Vrtík | 65        |
| EP 2021/2022 | Virgile Devin         | Nikolay Primerov           | Dennis van Hoek            | 33.–35. Vít Orava   | 96        |
| EP 2022/2023 | Virgile Devin         | Dennis van Hoek            | Basile Fetet               | 29. David Kouřil    | 83        |

### Ženy obtížnost
| Rok          | Vítěz                  | 2. místo               | 3. místo        | Další pořadí              | Závodníků |
| ------------ | ---------------------- | ---------------------- | --------------- | ------------------------- | --------- |
| EP 2018      | Angelika Rainer        | Maja Šuštar            | Coralie Jary    | Česko                     |           |
| EP 2018/2019 | Sina Goetz             | Marion Thomas          | Maja Šuštar     | 7. Aneta Loužecká         | 32        |
| EP 2019/2020 | Sina Goetz             | Marianne van der Steen | Vivien Labarile | 27. Hana Masopustová      | 32        |
| EP 2020/2021 | Olga Kosek             | Aneta Loužecká         | Mária Šoltésová | 10.–11. Veronika Šteflová | 24        |
| EP 2021/2022 | Enni Bertling          | Marianne van der Steen | Olga Kosek      | 4. Aneta Loužecká         | 50        |
| EP 2022/2023 | Marianne van der Steen | Olga Kosek             | Aneta Loužecká  | 11.–12. Tereza Sukačová   | 45        |

### Čeští vítězové a medailisté
v celkovém hodnocení EP
| Rok          | Disciplína | Lezec/lezkyně  | Zlato | Stříbro          | Bronz            |
| ------------ | ---------- | -------------- | ----- | ---------------- | ---------------- |
| EP 2020/2021 | obtížnost  | Aneta Loužecká |       | Stříbrná medaile |                  |
| EP 2022/2023 | obtížnost  | Aneta Loužecká |       |                  | Bronzová medaile |

v jednotlivých závodech EP
| Datum a Místo | Ročník       | Disciplína | Lezec/lezkyně  | Zlato | Stříbro          | Bronz            |
| ------------- | ------------ | ---------- | -------------- | ----- | ---------------- | ---------------- |
| Žilina        | EP 2018/2019 | obtížnost  | Aneta Loužecká |       |                  | Bronzová medaile |
|               | EP 2020/2021 | obtížnost  | Aneta Loužecká |       | Stříbrná medaile |                  |
|               | EP 2021/2022 | obtížnost  | Aneta Loužecká |       |                  | Bronzová medaile |